# Oxford (Iowa)
Oxford – miasto w Stanach Zjednoczonych, w stanie Iowa, w hrabstwie Johnson. W 2000 roku liczyło 705 mieszkańców.